# Linus Memmel
Linus Memmel (* 24. Juli 1914 in Rothenburg ob der Tauber; † 22. Juli 2004 in Würzburg) war ein deutscher Jurist und Politiker.

## Leben und Beruf
Linus Memmel war Sohn von Caroline Memmel, geborene Koch, und des Bierbrauers Oskar Memmel. Nach dem Besuch des Progymnasiums in Rothenburg ob der Tauber und dem Abitur 1933 am Alten Gymnasium in Würzburg nahm Linus Memmel ein Studium der Rechtswissenschaften an der Julius-Maximilians-Universität Würzburg auf, das er 1937 mit dem ersten und 1941 mit dem zweiten juristischen Staatsexamen (Assessorexamen) beendete. Nach dem Studium schloss er sich der KStV Normannia Würzburg als Philistersenior an. Anschließend war er für die Staatsanwaltschaft beim Amtsgericht Rothenburg und beim Landgericht Nürnberg-Fürth tätig. Von 1939 bis 1945 war er als Infanterieoffizier auch im Kriegseinsatz. 1944 wurde er zum Amtsgerichtsrat ernannt. Zwischenzeitlich nahm er als Infanterieoffizier am Zweiten Weltkrieg teil und wurde mehrfach verwundet.
Memmel war von 1947 bis 1951 Staatsanwalt am Landgericht Würzburg und wurde 1951 erneut als Amtsgerichtsrat tätig. Von 1954 bis 1957 war er als Strafrichter Vorsitzender des Jugendschöffengerichts Würzburg. Ferner war er Mitglied des Präsidiums des Deutschen Atomforums und Vorsitzender des DJK-Verbandes für Würzburg. Er wurde am 5. Juni 1968 mit dem Bayerischen Verdienstorden ausgezeichnet.
Linus Memmel war katholisch, zweimal verheiratet und lebte in Höchberg. Aus seiner ersten, 1937 geschlossenen Ehe mit Käthe Memmel, geborene Pfadenhauer, stammen fünf Kinder (Annemarie, Johannes, Peter, Ursula und Anton).

## Parteien
Memmel beantragte am 23. November 1937 die Aufnahme in die NSDAP und wurde rückwirkend zum 1. Mai desselben Jahres aufgenommen (Mitgliedsnummer 5.629.621). Er war Vorsitzender der Bayernpartei in Unterfranken. 1954 wurde er Mitglied der CSU an und war von 1963 bis 1968 Mitglied des Landesvorstands der Partei in Bayern.

## Abgeordneter
Memmel war von 1952 bis 1957 Ratsmitglied der Stadt Würzburg.
Dem Deutschen Bundestag gehörte Memmel von 1957 bis 1976 an. Von 1961 bis 1969 war er Vorstandsmitglied der CSU-Landesgruppe im Bundestag. Im Parlament vertrat er den Wahlkreis Würzburg. In der dritten Legislaturperiode brachte er mit seinen Parteikollegen Friedrich Bauereisen, Richard Jaeger, Franz Xaver Unertl und Albrecht Schlee einen Antrag zur Wiedereinführung der Todesstrafe bei Mord ein, der aber nicht beraten wurde. Von 1961 bis 1965 war er Vorsitzender des Bundestagsausschusses für Familien- und Jugendfragen. Vor der Abstimmung über die 26. Änderung des Grundgesetzes gab er im Juni gemeinsam mit seinem Fraktionskollegen Friedrich Kempfler und dem SPD-Abgeordneten Klaus-Peter Schulz eine Erklärung ab, dass er sich der Stimme enthalten müsse, weil er zwar die künftige Zuständigkeit des Bundes für den Hochschulbau unterstütze, aber die Herabsetzung des Wahlalters von 21 auf 18 Jahre ablehne. Er kritisierte in der Erklärung die aus seiner Sicht unsinnige Verquickung zweier Gegenstände, die keinen Bezug zueinander hätten. Im März 1974 stimmte er dann (entgegen der Mehrheit der CDU/CSU-Fraktion) gemeinsam mit Kempfler und dem zwischenzeitlich zur Unionsfraktion übergetretenen Schulz auch gegen die Herabsetzung des Volljährigkeitsalters auf 18 Jahre.
Memmel war von 1963 bis 1965 Mitglied der Beratenden Versammlung des Europarats und der Westeuropäischen Union. Von 1966 bis 1977 war er Mitglied des Europäischen Parlaments.

## Ehrungen
- 1968: Verdienstkreuz 1. Klasse der Bundesrepublik Deutschland
- 1968: Bayerischer Verdienstorden
- 1973: Großes Verdienstkreuz der Bundesrepublik Deutschland[7]